# Trychosis nigripes
Trychosis nigripes là một loài tò vò trong họ Ichneumonidae.